# Ремедіум
Ремедіум (від лат. Remedium — засіб від чого-небудь, ліки) — термін нумізматики, що позначає допустиме відхилення від нормативної маси монети при встановленій монетній стопі. Також ремедіум може позначати допустиме відхилення від встановленої проби металу монети. Як правило, ремедіум встановлюється законодавчо.